# أحشويروش في نهاية العالم (لوحة)
أحشويروش في نهاية العالم (بالإنجليزية: Ahasuerus at the End of the World)‏ هي لوحة زيتية من أواخر القرن التاسع عشر بريشة الفنان الهنغاري أدولف هيرمي هيرشل رسمها سنة 1888. تصُور أسطورة اليهودي التائه، المسمى «أحشويروش» المذكور في الأساطير اليهودية منذ القرن السابع عشر على الأقل، وهو يشهد على نهاية العالم، حيث لعن بالتجوال للأبد في الأرض عقابا له على ضربه للمسيح أثناء صلبه. تم استخدام الرمزية المظلمة للغاية في العمل للإشارة إلى هيرشل كفنان رمزي، اللوحة ضمن مجموعة خاصة.

## خلفية
اليهودي التائه شخصية خيالية عن رجل يهودي حكم عليه بالتجوال للأبد في الأرض عقابا له على ضربه للسيد المسيح. وفي أشهر قصة عنه كان اليهودي التائه إسكافيا يدعى أحشويروش رأى المسيح يرتاح وهو يحمل صليبه في طريقه إلى المكان الذي سيصلب فيه في جبل الجلجلة، فضربه وأخبره بقسوة بأن يسرع بالذهاب إلى موته فرد عليه المسيح بأنه سيقف ويرتاح أما اليهودي سيبقى يمشي ويجوب الأرض حتى يُبعث المسيح، فظل اليهودي يهيم في الأرض منذ ذلك الحين بعد أن تاب وأصبح يتوق للموت.

## الوصف
الرجل الملتحي هو أحشويروش (اليهودي التائه)، المتجول الأسطوري في نهاية العالم. إنه آخر رجل يجوب في البرية القطبية، محاصرًا بين ملاك الأمل على يمينه وشبح الموت على يساره. أمامه ترقد شخصية أنثوية ساقطة، تجسيدًا للإنسانية الميتة في هذا العالم، كما تدور الغربان حوله بشكل مشؤوم.

## الرسام

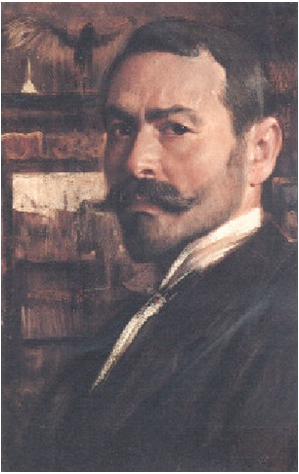
أدولف هيرمي هيرشل

أدولف هيرمي هيرشل (1860-1933) من أشهر رسامي المشاهد الأسطورية والتاريخية. ولد في عائلة يهودية في تيميسوار، المجر (اليوم تيميشوارا، رومانيا)، صنع هيرشل اسمًا لنفسه كفنان في فيينا، النمسا حيث أمضى سنوات تكوينه في حياته المهنية. ومع ذلك، عندما ظهر غوستاف كليمت وأندلعت حركة الانفصال الفيينية على الساحة، اختار هيرمي الانتقال إلى روما حيث أسقط «هيرشل» من اسمه واستمر في رسم المشاهد التاريخية والأسطورية. أمضى هيرشل السنوات الـ 35 المتبقية من حياته في العاصمة الإيطالية، مستوحى على الدوام من البقايا المعمارية للحضارة الرومانية. فُقدت العديد من لوحات هيرمي، ولكن من بين اللوحات التي نجت، هي لوحة أرواح على ضفاف نهر أشيرون التي يقدم فيها عرضه للرهبة. غالبًا ما يُصنف هيرشل على أنه رسام رمزي، وتعتبر لوحة أحشويروش في نهاية العالم مثالًا قويًا على الإلهام وراء الفن الرمزي. بالاعتماد على الميول الصوفية للرومانسية، يصنع هيرشل مشهدًا مؤلمًا يتضمن عناصر أسطورية مألوفة ممزوجًا بما قد يوصف بأنه كابوس.